# 朴忠佑
朴 忠佑（パク・チュンウ、朝鮮語: 박충우、1950年 - ）は、朝鮮民主主義人民共和国の政治家、実業家。在日本朝鮮商工連合会会長、最高人民会議代議員。在日本朝鮮青年同盟中央委員会副委員長、ハナ信用組合発起人代表、朝鮮大学校同窓会会長などを歴任した。

## 経歴
1950年に日本の神奈川県で生まれた。朝鮮大学校政治経済学部卒業。在日本朝鮮青年同盟朝鮮大学校委員会副委員長、在日本朝鮮青年同盟中央委員会副委員長を務めた。その後、朝鮮総連中央国際部指導員を経て経済界に転じ、朝鮮新宿商工会理事長・在日本朝鮮人商工連合会副理事長などを兼任。2001年には朝銀信用組合の再建を主導し、ハナ信用組合発起人代表に就任した。2006年5月26日に開かれた第7回朝鮮大学校同窓会総会で会長に選ばれた。
2016年に在日本朝鮮商工連合会会長に就任し、2019年3月10日に実施された最高人民会議第14期代議員選挙で代議員に選出された。